# Grammy Award para Melhor Álbum de Reggae
Prêmio Grammy de Melhor Álbum de Reggae (do inglês Best Reggae Album) é uma categoria apresentada no Grammy Awards, uma cerimônia, criada em 1958, que presenteia artistas devivo a qualidade nos álbuns de Reggae.
Em 1985, esta categoria foi introduzida com a denominação de Best Reggae Recording (Melhor Gravação de Reggae). Em 1991, foi modificado para o nome atual.

## Década de 2010
| Ano  | Músico                   | Álbum                   | Indicados | Ref.  |
| ---- | ------------------------ | ----------------------- | --- | ----- |
| 2010 | Stephen Marley           | Mind Control – Acoustic | - Sean Paul – Imperial Blaze | [ 4 ] |
| 2011 | Buju Banton              | Before the Dawn         | - Gregory Isaacs and King Isaac – Isaacs Meets Isaac - Lee "Scratch" Perry – Revelation - Bob Sinclar and Sly and Robbie – Made in Jamaica - Sly and Robbie and the Family Taxi – One Pop Reggae + - Andrew Tosh – Legacy: An Acoustic Tribute to Peter Tosh | [ 5 ] |
| 2012 | Stephen Marley           | The Root of Life        | - Monty Alexander – Harlem-Kingston Express Live! - Israel Vibration – Reggae Knights - Ziggy Marley – Wild and Free - Shaggy – Summer in Kingston |       |
| 2013 | Jimmy Cliff              | Rebirth                 | - The Original Wailers – Miracle - Sean Paul – Tomahawk Technique - Sly & Robbie and the Jam Masters – New Legend – Jamaica 50th Edition - Toots & The Maytals – Reggae Got Soul: Unplugged on Strawberry Hill                                               | [ 6 ] |
| 2014 | Ziggy Marley             | In Concert              | - Beres Hammond – One Love, One Life - Sizzla – The Messiah - Sly & Robbie and the Jam Masters - Reggae Connection - Snoop Lion – Reincarnated |       |
| 2015 | Ziggy Marley             | Fly Rasta               | - Lee Scratch Perry – Back on the Controls - Sean Paul – Full Frequency - Shaggy – Out of Many, One Music - Sly & Robbie and Spicy Chocolate – The Reggae Power - SOJA – Amid the Noise and the Haste                                                        | [ 7 ] |
| 2016 | Morgan Heritage          | Strictly Roots          | - Luciano – Zion Awake |       |
| 2017 | Ziggy Marley             | Ziggy Marley            | - Devin Di Dakta & J.L - Sly & Robbie Presents...Reggae For Her - J Boog - Rose Petals - Raging Fyah - Everlasting - Rebelution - Falling Into Place - SOJA - Live in Virginia                                                                               | [ 8 ] |
| 2018 | Damian "Jr. Gong" Marley | Stony Hill              | - Chronixx - Chronology - Common Kings - Lost in Paradise - J Boog - Wash House Ting - Morgan Heritage - Avrakedabra | [ 9 ] |

## Década de 2000
| Ano  | Músico              | Álbum               | Indicados                                | Ref.   |
| ---- | ------------------- | ------------------- | ---------------------------------------- | ------ |
| 2000 | Burning Spear       | Calling Rastafari   | - Third World – Generation Coming        | [ 10 ] |
| 2001 | Beenie Man          | Art and Life        | - The Wailing Souls – Equality           | [ 11 ] |
| 2002 | Damian Marley       | Halfway Tree        | - Various artists – Island Warriors      | [ 12 ] |
| 2003 | Lee "Scratch" Perry | Jamaican E.T.       | - Freddie McGregor – Anything for You    | [ 13 ] |
| 2004 | Sean Paul           | Dutty Rock          | - Wayne Wonder – No Holding Back         | [ 14 ] |
| 2005 | Toots & the Maytals | True Love           | - Various artists – Def Jamaica          | [ 15 ] |
| 2006 | Damian Marley       | Welcome to Jamrock  | - Third World – Black Gold & Green       | [ 16 ] |
| 2007 | Ziggy Marley        | Love Is My Religion | - UB40 – Who You Fighting For?           | [ 17 ] |
| 2008 | Stephen Marley      | Mind Control        | - Toots & the Maytals – Light Your Light | [ 18 ] |
| 2009 | Burning Spear       | Jah is Real (2008)  | - Sly and Robbie – Amazing               | [ 19 ] |

## Década de 1990
| Ano  | Músico                             | Álbum             | Indicados | Ref.   |
| ---- | ---------------------------------- | ----------------- | --- | ------ |
| 1990 | Ziggy Marley and the Melody Makers | One Bright Day    | - Wailers Band – I.D. | [ 20 ] |
| 1991 | Bunny Wailer                       | Time Will Tell    | - Andrew Tosh – Make Place for the Youth | [ 21 ] |
| 1992 | Shabba Ranks                       | As Raw as Ever    | - Ziggy Marley and the Melody Makers – Jahmekya | [ 22 ] |
| 1993 | Shabba Ranks                       | X-tra Naked       | - Jimmy Cliff – Breakout - Steel Pulse – Rastafari Centennial: Live in Paris – Elysee Montmartre - The Wailing Souls – All Over the World - Third World – Committed | [ 23 ] |
| 1994 | Inner Circle                       | Bad Boys          | - Ziggy Marley and the Melody Makers – Joy and Blues | [ 24 ] |
| 1995 | Bunny Wailer                       | Crucial           | - Various artists – Stir It Up | [ 25 ] |
| 1996 | Shaggy                             | Boombastic        | - Ziggy Marley and the Melody Makers – Free Like We Want 2 B | [ 26 ] |
| 1997 | Bunny Wailer                       | Hall of Fame      | - The Skatalites – Greetings from Skamania | [ 27 ] |
| 1998 | Ziggy Marley and the Melody Makers | Fallen Is Babylon | - Yellowman – Freedom of Speech | [ 28 ] |
| 1999 | Sly and Robbie                     | Friends           | - Toots & the Maytals – Ska Father | [ 29 ] |

## Década de 1980
| Ano  | Músico                             | Álbum              | Indicados                                                  | Ref.   |
| ---- | ---------------------------------- | ------------------ | ---------------------------------------------------------- | ------ |
| 1985 | Black Uhuru                        | Anthem             | - Yellowman – King Yellowman                               | [ 30 ] |
| 1986 | Jimmy Cliff                        | Cliff Hanger       | - Ziggy Marley and the Melody Makers – Play the Game Right | [ 31 ] |
| 1987 | Steel Pulse                        | Babylon the Bandit | - The Itals – Rasta Philosophy                             | [ 32 ] |
| 1988 | Peter Tosh                         | No Nuclear War     | - UB40 – UB40 CCCP: Live in Moscow                         | [ 33 ] |
| 1989 | Ziggy Marley and the Melody Makers | Conscious Party    | - UB40 and Chrissie Hynde – Breakfast in Bed               | [ 34 ] |